# Річард Єнсен
Річард Олав Єнсен (фін. Richard Olav Jensen, нар. 17 березня 1996, Порвоо, Фінляндія) — фінський футболіст, центральний захисник польського клуба «Гурник» та національної збірної Фінляндії.

## Ігрова кар'єра

### Клубна
Річард Єнсен починав займатися футболом у Фінляндії в академії столичного ГІКа. У 2012 році він перебрався до Нідерландів, де продовжив навчання в клубній академії «Твенте». У січні 2017 року футболіст підписав з клубом професійний контракт на три роки. Рівно за рік захисник дебютував в основі у матчі Ередивізі.
Вілтку 2018 року Єнсен покинув «Твенте» і приєднався до клубу Еерстедивізі «Рода» з Керкраде. Вже у серпні Єнсен зіграв першу гру у новій команді.
Відігравши в команді чотири повних сезони, в липні 2022 року захисник перейшов до польського «Гурника» з Забже, з яким підписав контракт на один рік.

### Збірна
Річард Єнсен виступав за юнацькі збірні Фінляндії різних вікових категорій. Був капітаном молодіжної збірної.
У червні 2022 року у матчі Ліги націй проти Чорногорії Єнсен зіграв свою першу гру у складі національної збірної Фінляндії.

## Особисте життя
Молодший брат Річарда - Фредрік Єнсен також професійний футболіст. Виступає у складі німецького «Аугсбурга».